# Sázava (okres Žďár nad Sázavou)
Sázava (německy Sasau) je obec v okrese Žďár nad Sázavou v kraji Vysočina. Žije zde 669 obyvatel. Rozkládá se po obou stranách historické zemské hranice Čech a Moravy.
Severně od zastavěného území obce prochází od roku 1953 železniční trať Havlíčkův Brod - Brno, na které je zřízena železniční stanice Sázava u Žďáru, ležící ovšem v sousedním katastrálním území Velká Losenice. Původní trať procházela zastavěným územím obce a její zbytky jsou v terénu stále dobře patrné. Obcí prochází silnice první třídy č. I/19.

## Historie
První písemná zmínka o obci pochází z roku 1406.

## Obyvatelstvo
| Rok            | 1869 | 1880 | 1890 | 1900 | 1910 | 1921 | 1930 | 1950 | 1961 | 1970 | 1980 | 1991 | 2001 | 2010 | 2014 |
| Počet obyvatel | 600  | 627  | 584  | 600  | 570  | 559  | 588  | 648  | 583  | 561  | 581  | 582  | 571  | 631  | 639  |

## Školství
- Základní škola a mateřská škola Sázava

## Pamětihodnosti
- Evangelický kostel a fara
- Kaplička na návsi
- Boží muka
- Smírčí kámen
- Kamenný most v dolní Sázavě
- Dům čp. 54
- Rozhledna na vrchu Rosička poblíž sousední obce Rosička

## Členění obce
Obec se člení na dvě katastrální území:
- Sázava u Žďáru nad Sázavou (část Sázava, k níž patří i oddělená osada Kopaniny) – leží v Čechách
- Česká Mez – leží na Moravě